# Olga-Bolga Dili
Olga-Bolga Dili (deutsch: Olga-Bolga-Sprache) ist die Bezeichnung für eine sprachliche Eigenart in türkischen Texten vom 13. bis zum 15. Jahrhundert. Sie ist dadurch gekennzeichnet, dass neben altosmanischen, anatolisch-türkischen Vokabeln und grammatischen Formen parallel, auch in ein und demselben Dokument gleichbedeutende Vokabeln und Formantien auftauchen, die dem zentralasiatischen Türkisch entstammen. Dies spiegelt sich auch in dem Namen wider, in dem einer Form, die aus dem Verbalstamm ol- (mit der Bedeutung „sein, werden“) gebildet ist, der dem anatolischen Türkisch entstammt, eine parallele Form gegenübergestellt wird, die den gleichbedeutenden Wortstamm bol- verwendet, der im zentralasiatischen bzw. Gemeintürkischen Verwendung findet.

## Beispiele
Beispiele für Abweichungen des anatolischen vom zentralasiatischen Türkisch sind etwa
- der Wegfall von anlautenden b- im anatolischen Türkisch, wie ile („mit“) gegenüber bi(r)le
- die Umwandlung von anlautenden b- zu anlautendem v- im anatolischen Türkisch, wie vermek („geben“), var („vorhanden“), varmak („gelangen“) gegenüber bermek, bar und barmak
- das Schwinden von g nach Konsonant in Stämmen und im Anlaut von Suffixen wie in eyü, im modernen Türkisch iyi („gut“), gegenüber eygü
- die Akkusativendung -(y)i, -(y)ı gegenüber -ni, -nı
- das Reflexivpronomen kendü, im modernen Türkisch kendi, gegenüber özi
- das Vorkommen der nominalen Verneinungspartikel tegül/degül (im modernen Türkisch değil), das charakteristisch für westtürkische Sprachformen ist.

In Texten, die der Olga-Bolga dili zugerechnet werden, kommen neben den anatolisch-türkischen Merkmalen auch solche vor, die dem zentralasiatischen Türkisch zugerechnet werden.

## Geschichtlicher Hintergrund
Bereits im Zeitalter der türkischen Steppenreiche (Kök-Türken) wurde in den Orchon-Inschriften die damalige türkische Sprache, das Alttürkische, verschriftet. Diese türkische Literatursprache überdauerte den Fall des Alttürkischen Reichs und wurde mit der Bezeichnung „türkisch“ in verschiedenen Alphabeten und Schreibstilen weiter verwendet. Diese Sprache war in einem Gebiet verbreitet, das heute im Wesentlichen von der Mongolei, dem nordöstlichen Teil der chinesischen autonomen Region Xinjiang, der Inneren Mongolei und den angrenzenden chinesischen Provinzen, namentlich der Provinz Gansu verbreitet war. Ein Großteil der Texte sind religiösen Inhalts, insbesondere des Buddhismus, des Manichäismus und des nestorianischen Christentums. Nachdem gegen Ende des Mongolischen Reichs diese Religionen vom Islam verdrängt worden waren, erlosch auch diese Sprache, eines der letzten Werke wird auf das Jahr 1688 datiert.
Daneben existierte eine nur mündlich tradierte Literatur, vermutlich insbesondere epischen Inhalts. Sprachlich bestand der Steppenraum westlich Chinas in einem Dialektkontinuum, in dem sich gesonderte normierte Einzelsprachen erst ab dem 19. Jahrhundert herausbildeten. Gleichwohl bildete sich im zentralasiatischen und im Wolgaraum eine mehr oder weniger einheitliche im arabischen Alphabet, anfänglich auch im uigurischen Alphabet, verschriftete Literatursprache, die sich zunächst im Lauf der Neuzeit zunächst in lokalen Varietäten auffächerte, bis sie in sowjetischer Zeit durch die erwähnten Einzelsprachen ersetzt wurde. Als geschriebene Literatursprache bildete sich nach der Islamisierung um das Jahr 1000 im Reich der Karachaniden des sogenannte Karachanidische aus, das in mehreren Schriftwerken in uigurischem und arabischem Alphabet überliefert ist. Das Karachanidische steht dabei dem Alttürkischen noch recht nahe. Später wurde das Karachanidische durch das Choresm-Türkische abgelöst, das insbesondere im Khanat der Goldenen Horde Verwendung fand und gegen Ende des Mittelalters unter den Timuriden vom Tschagataischen abgelöst wurde.
Mit dem Aufstieg und im Gefolge der Seldschuken kamen „Türken“, Personen, die aus dem zentralasiatischen Herkunftsgebiet der Seldschuken stammten, in den Iran, nach Nordmesopotamien, Syrien und Ostanatolien. Nach der Schlacht bei Manzikert 1071 breiteten diese sich auch in Zentralanatolien und anderen Teilen Kleinasiens aus. Dabei handelte es sich hauptsächlich um Krieger, ob im Dienst der Seldschuken stehend oder auf eigene Rechnung handelnd, und nomadische Viehzüchter auf der Suche nach Weideland. Ethnisch handelte es sich vorwiegend, aber nicht ausschließlich um Oghusen. Ihre Sprache setzte sich in den folgenden Jahrhunderten in Kleinasien durch, auch wenn in den ersten Jahrhunderten davon keine Schriftzeugnisse vorhanden sind. In Religion, Rechtswesen und Wissenschaft wurde Arabisch verwendet, die Sprache des Hofes und der Literatur war Persisch. Die ersten schriftlichen Zeugnisse dieses anatolischen Türkisch datieren aus dem Jahr 1291 und stammen von Sultan Veled, dem Sohn des Mystikers Dschalal ad-Din ar-Rumi. Diese Sprache setzt sich dann im Folgenden 14. Jahrhundert mit Autoren wie Gülşehri, Âşık Paşa, Ahmed Fakîh und Yunus Emre fort und wird in der Folge Altosmanisch oder altanatolisches Türkisch genannt. Der Umstand, dass es sich bei der Verschriftung der Türkischen in Anatolien um ein eigenes Projekt und nicht um die Fortführung einer literarischen Tradition aus Zentralasien handelt, geht dabei neben der Verwendung von eigenständigem Vokabular und eigenständigen grammatischen Formen aus der unterschiedlichen Praxis der Anwendung der arabischen Schrift auf die türkische Sprache hervor, die sich etwa in der Bezeichnung der Vokale (bevorzugte Verwendung der Harakat bzw. Nichtbezeichnung in Anatolien gegenüber durchgehend vokalisierter Plene-Schreibung in Zentralasien) zeigt. Die Sprache entwickelte sich letztlich zum modernen Türkisch. In dieser Sprache wirken die Erscheinungen der Olga-Bolga Sprache wie Fremdkörper.  Sie verschwinden nach dem 15. Jahrhundert im Gefolge einer zunehmenden Standardisierung der Sprache und unter Veränderungen der politischen Landschaft.
Im Westen etabliert sich das Osmanische Reich unter den Sultanen Mehmet dem Eroberer, Bayezit II., Selim I. und Süleyman dem Prächtigen als Großmacht mit politisch-wirtschaftlichem Schwerpunkt auf der Balkanhalbinsel. Gleichzeitig verschwinden die letzten turkmenischen Fürstentümer in Anatolien (z. B. die Karamanoğulları) und Ostanatolien und Iran (etwa die Akkoyunlu), das Safawidenreich entwickelte sich von einer von turkmenischen Stämmen getragenen Herrschaft zu einer rein iranischen Dynastie mit dem Persischen als Literatursprache und mit den letzten Timuriden (Husain Baykara) verschwindet aus dem Ostiran eine Dynastie, die die türkische Literatur gepflegt hatte, die die Länder von Zentralasien bis nach Anatolien vereinigt hatte. Nachdem im gleichen Zeitraum auch (bis auf das Khanat der Krim) alle Nachfolgeherrschaften der Goldenen Horde durch das Vordringen Russlands zugrunde gingen, blieb abgeschnitten von Zentralasien im Westen allein das Osmanische Reich als Staat zurück, in dem türkische Literatur gefördert wurde.

## Erklärungsversuche
Der Turkologe Marcel Erdal zählt fünf Erklärungsmodelle auf, die die Erscheinungen, die unter dem Namen olga-bolga dili zusammengefasst werden, erklären sollen.
- Eine Ansicht geht davon aus, dass die Erscheinungen der olga-bolga dili Relikte einer archaischen, im Übrigen nicht überlieferten Literatursprache der Oghusen aus deren mittelasiatischer Heimat waren.
- Eine andere Ansicht sieht die Schöpfer der olga-bolga dili in Zuwanderern aus Mittelasien nach Anatolien, die das lokale anatolische Türkisch mit heimatlichen Ausdrücken durchsetzten.
- Eine dritte Ansicht sieht diese sprachlichen Erscheinungen als Resultat einer Nachahmung der chwarizm-türkischen Literatursprache, die in jener Zeit in den westlichen Teilreichen des mongolischen Reichs in Blüte stand.
- Eine weitere Ansicht ordnet die Schriftstücke mit Formen der olga-bolga dili einer östlich von Anatolien beheimateten Sprache und deren nach Anatolien ausgewanderten Sprechern zu. Der gegenwärtige Nachkomme dieser Sprache sei die Chorasan-türkische Sprache.
- Die letzterwähnte Ansicht geht davon aus, dass etliche der Schriftstücke mit Erscheinungen der olga-bolga dili, so ein von Hendrik Boeschoten herausgegebenes İskendernâme (Hendrik Boeschoten: Alexander Stories in Ajami Turkic (= Turcologica 75). Wiesbaden, Harrassowitz 2009, ISBN 978-3-447-05725-7) oder das Qissa-i Yûsuf vermutlich außerhalb Anatoliens, im Reich der Goldenen Horde, auf der Krim, in Kaukasien oder im Iran niedergeschrieben wurden und diese sprachlichen Erscheinungen auf diesem Umstand beruhten.

Erdal hält alle Erklärungsversuche je nach Text und in unterschiedlichem Grad für zutreffend. Er sieht in der Olga-Bolga-Sprache die Manifestation eines Gemeinoghusischen, einer Sprache, die sich durch eine Permissivität gegenüber unterschiedlichen Dialektformen und deren spielerischen Gebrauchs je nach Verwendungszweck auszeichnet. Anatolien und die Landschaften um die Südhälfte des Kaspischen Meeres bildeten ihr Verbreitungsgebiet.